# Janggu
 (février 2015).
Si vous disposez d'ouvrages ou d'articles de référence ou si vous connaissez des sites web de qualité traitant du thème abordé ici, merci de compléter l'article en donnant les références utiles à sa vérifiabilité et en les liant à la section « Notes et références ».
Le janggu (hanja : 杖鼓 hangeul : 장구) est un instrument de percussion coréen et chinois (où il est appelé zhanggu (chinois : 杖鼓 ; pinyin : zhànggǔ ; litt. « tambour à bâton »).

## Description
En Corée, d'abord utilisé dans des rites chamaniques et aujourd'hui dans différents types de musiques coréennes dérivées de ces rites, ils sont parfois portés à la hanche, comme dans les formes de samulnori en mouvement, ou bien posés au sol, dans les formes de samulnori assis ou d'autres formes musicales.
Il est décrit dans le « Akhak gwebeom », un traité de musique coréen du XVe siècle.
En Chine, il est principalement utilisé dans la province du Fujian, de forme plus allongée, il fait partie des yaogu (chinois : 腰鼓 ; pinyin : yāogǔ ; litt. « tambour de hanche »), et sont portés à la hanche, généralement par des femmes qui dansent au rythme de la percussion.

## Utilisation
- Sinawi (시나위), improvisation musicale chamanique.
- Samulnori (四物놀이/사물놀이), musique chamanique issue du pangut (판굿), pouvant être, dans certaines formes, accompagnée d'une danse transcendantale où les musiciens dansent en tournoyant et virevoltant.
- Pansori (판소리), récit chanté accompagné de janggu.
- Sanjo (散調/산조), forme musicale créée en 1890 par Kim Chang-jo comprenant un instrument seul, principalement le gayageum (cithare coréenne proche du guzheng chinois, du koto japonais ou encore du zhetygen kazakh), accompagné plus ou moins sporadiquement dans la pièce du janggu.